# Storskog
Storskog je hraniční přechodová stanice na norské straně norsko-ruské hranice podél evropské silnice E105. Přechod se nachází v obci Sør-Varanger v kraji Finnmark.
Ruská strana je v Boris Gleb v Pečengském okrese v Murmanské oblasti.
Storskog je jediný legální hraniční přechod mezi Norskem a Ruskem. Stanice leží v severovýchodní části Norska, asi 16 kilometrů východně od města Kirkenes v Norsku a asi 40 kilometrů severně od Nikel.

## Provoz
- V roce 2010 došlo na hraniční stanici Storskog k 141 000 přechodům přes hranice.[1]

- V roce 2013 to bylo 320 000 přejezdů.

- V roce 2017 to bylo 265 177 přejezdů.[2]